# Queensbridge

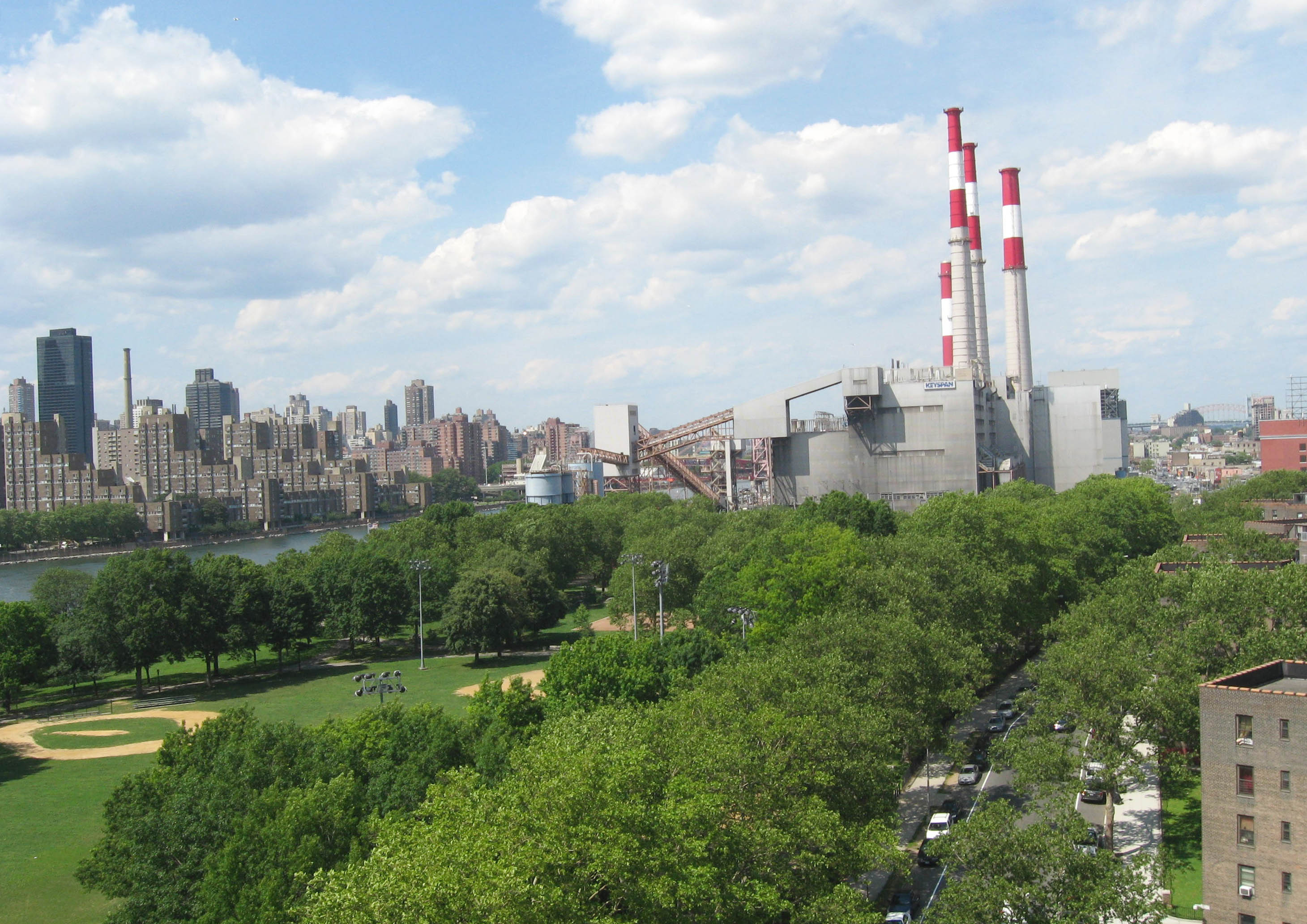
Park w Queensbridge

Queensbridge (w skrócie QB) – największy komunalny projekt mieszkalny Stanów Zjednoczonych, położony w Queens, na Long Island w Nowym Jorku. Kompleks został otwarty w 1939 roku. Obok kompleksu znajduje się charakterystyczny Most Queensboro. Na kompleks składa się 3142 jednostek mieszkalnych.
W latach 50. podjęto projekt przesiedlenia większości białych mieszkańców dzielnicy o zarobkach powyżej 3000 dolarów rocznie do innych rejonów miasta, w efekcie tworząc enklawę ubogich Afroamerykanów oraz latynosów. Na skutek tych działań Queensbridge jest dziś jedną z najniebezpieczniejszych okolic Nowego Jorku.
Z Queensbridge wywodzi się kilku uznanych amerykańskich raperów, m.in. Nas, Nature, Havoc, Prodigy, Littles, MC Shan, Big Noyd czy Tragedy Khadafi.